# Dennis Wise
Pour les articles homonymes, voir Wise.
Dennis Wise, né le 16 décembre 1966 à Kensington, district de Londres (Angleterre), est un footballeur anglais, qui évoluait au poste de milieu défensif à Chelsea et en équipe d'Angleterre.
Wise marque un but lors de ses vingt-et-une sélections avec l'équipe d'Angleterre entre 1991 et 2000. Il participe à l'Euro 2000 avec l'Angleterre.

## Biographie
Leicester débourse 2,6 M€ pour l'acquérir en 2001. 
Il se reconvertit entraîneur à la fin de sa carrière. 
Début 2008, il devient manageur général de Newcastle United en raison de ses excellents résultats avec Leeds United.
En novembre 2017 il participe à la 17e saison d'I'm a Celebrity... Get Me Out of Here !. Dans cette émission, le duo de présentateurs, en particulier Declan Donnelly se moquent de sa taille, en disant qu'il est "un homme très petit" (He's a very small man!). Ceci a suscité une grande réaction de la part de beaucoup de téléspectateurs britanniques, qui se sont mis à modifier son profil Wikipédia, en remplaçant les informations dans la rubrique taille par la phrase "He's a very small man". Les modifications de sa page ont donc été bloquées pour les utilisateurs non confirmés.

## Palmarès

### En club
- Vainqueur de la Supercoupe d'Europe en 1998 avec Chelsea
- Vainqueur de la Coupe d'Europe des Vainqueurs de Coupe en 1998 avec Chelsea
- Vainqueur de la Coupe d'Angleterre (FA Cup) en 1988 avec Wimbledon, en 1997 et en 2000 avec Chelsea
- Vainqueur de la League Cup en 1998 avec Chelsea
- Vainqueur du Charity Shield  en 2000 avec Chelsea
- Finaliste de la Coupe d'Angleterre (FA Cup) en 1994 avec Chelsea

### EnÉquipe d'Angleterre
- 21 sélections et 1 but entre 1991 et 2000
- Participation au Championnat d'Europe des Nations en 2000 (Premier Tour)